# Hypselobarbus
Hypselobarbus es un género de peces de Actinopterygii en la familia Cyprinidae.

## Especies
- Hypselobarbus curmuca  — (Hamilton, 1807)
- Hypselobarbus dobsoni  — (Day, 1876)
- Hypselobarbus dubius  — (Day, 1867)
- Hypselobarbus jerdoni  — (Day, 1870)
- Hypselobarbus kolus  — (Sykes, 1839)
- Hypselobarbus kurali  — (Menon & Rema Devi, 1995)
- Hypselobarbus lithopidos  — (Day, 1874)
- Hypselobarbus micropogon  — (Valenciennes, 1842)
- Hypselobarbus mussullah  — (Sykes, 1839)
- Hypselobarbus periyarensis  — (Raj, 1941)
- Hypselobarbus pulchellus  — (Day, 1870)